# Giải vô địch bóng đá bãi biển thế giới 1998
Giải vô địch bóng đá bãi biển thế giới 1998 là giải đấu lần thứ 4 của Giải vô địch bóng đá bãi biển thế giới (BSWW), giải đấu bóng đá bãi biển quốc tế danh giá nhất dành cho các đội tuyển quốc gia nam cho đến năm 2005, khi giải đấu này được thay thế bằng giải phiên bản giải đấu của FIFA. Được tổ chức bởi công ty thể thao Koch Tavares  của Brasil (một trong những đối tác sáng lập của Liên đoàn bóng đá bãi biển thế giới).
Giải đấu tiếp tục diễn ra tại Bãi biển Copacabana ở Rio de Janeiro, Brasil. Lần đầu tiên, số đội tham dự được tăng lên từ 8 đội lên thành 10 đội. Sự thay đổi này chứng kiến vòng bảng dài nhất cho đến khi Giải vô địch thế giới trở thành giải đấu có 16 đội tham dự vào năm 2006.
Brasil, nhà vô địch ba lần liên tiếp đã bảo vệ thành công chức vô địch của họ một lần nữa để giành tiếp chức vô địch thế giới lần thứ 4 sau khi đánh bại Pháp với tỷ số 9–2 trong trận chung kết. Đây là lần đầu tiên một quốc gia châu Âu xuất hiện trong trận chung kết của Giải vô địch thế giới.

## Tổ chức
Số lượng đội tham dự của mùa giải này đã tăng lên 10, điều này có nghĩa là cần phải có những thay đổi trong cơ cấu tổ chức giải đấu trước đây.
Các quốc gia được chia thành hai bảng, giống như các mùa giải trước, tuy nhiên lần này vì có mười quốc gia tranh tài thay vì tám, nên cả hai bảng đều bao gồm năm quốc gia thay vì bốn. Các quốc gia tranh tài theo thể thức vòng tròn. Hai đội đứng đầu sau đó tiến vào bán kết, tiếp theo giải được tổ chức theo thể thức đấu loại trực tiếp cho đến khi tìm ra người đội vô địch, cùng với một trận đấu bổ sung để xác định vị trí thứ ba.

## Đội tuyển
Châu Phi, Châu Á và Châu Đại Dương không có đại diện.
| Khu vực châu Âu (4): - Tây Ban Nha1 - Ý - Pháp - Bồ Đào Nha Khu vực Bắc Mỹ (1): - Hoa Kỳ | Khu vực Nam Mỹ (4): - Argentina - Chile1 - Perú1 - Uruguay Chủ nhà: - Brasil (Nam Mỹ) |

1. Các đội tuyển lần đầu tiên tham dự

## Vòng bảng

### Bảng A
| VT | Đội         | ST | T | T+ | B | BT | BB | HS  | Đ  | Giành quyền tham dự     |
| -- | ----------- | -- | - | -- | - | -- | -- | --- | -- | ----------------------- |
| 1  | Brasil      | 4  | 4 | 0  | 0 | 38 | 6  | +32 | 12 | Vòng đấu loại trực tiếp |
| 2  | Perú        | 4  | 3 | 0  | 1 | 21 | 23 | –2  | 9  | Vòng đấu loại trực tiếp |
| 3  | Tây Ban Nha | 4  | 2 | 0  | 2 | 17 | 22 | –5  | 6  |                         |
| 4  | Argentina   | 4  | 1 | 0  | 3 | 13 | 19 | –6  | 3  |                         |
| 5  | Ý           | 4  | 0 | 0  | 4 | 12 | 31 | –19 | 0  |                         |

| Brasil | 14–1 | Ý |
| ------ | ---- | - |
|        |      |   |

| Argentina | 4–5 | Perú |
| --------- | --- | ---- |
|           |     |      |

| Brasil | 9–2 | Perú |
| ------ | --- | ---- |
|        |     |      |

| Tây Ban Nha | 4–3 | Ý |
| ----------- | --- | - |
|             |     |   |

| Perú | 7–4 | Ý |
| ---- | --- | - |
|      |     |   |

| Tây Ban Nha | 5–2 | Argentina |
| ----------- | --- | --------- |
|             |     |           |

| Brasil | 5–1 | Argentina |
| ------ | --- | --------- |
|        |     |           |

| Perú | 7–6 | Tây Ban Nha |
| ---- | --- | ----------- |
|      |     |             |

| Argentina | 6–4 | Ý |
| --------- | --- | - |
|           |     |   |

| Brasil | 10–2 | Tây Ban Nha |
| ------ | ---- | ----------- |
|        |      |             |

### Bảng B
| VT | Đội        | ST | T | T+ | B | BT | BB | HS | Đ | Giành quyền tham dự     |
| -- | ---------- | -- | - | -- | - | -- | -- | -- | - | ----------------------- |
| 1  | Pháp       | 4  | 3 | 0  | 1 | 17 | 15 | +2 | 9 | Vòng đấu loại trực tiếp |
| 2  | Uruguay    | 4  | 2 | 0  | 2 | 15 | 17 | –2 | 6 | Vòng đấu loại trực tiếp |
| 3  | Bồ Đào Nha | 4  | 2 | 0  | 2 | 22 | 13 | +9 | 6 |                         |
| 4  | Hoa Kỳ     | 4  | 2 | 0  | 2 | 13 | 14 | –1 | 6 |                         |
| 5  | Chile      | 4  | 1 | 0  | 3 | 14 | 22 | –8 | 3 |                         |

Chú thích: 
- Bồ Đào Nha, Hoa Kỳ và Uruguay hòa nhau với 6 điểm mỗi đội và có một chiến thắng trước nhau trong thành tích đối đầu
- Uruguay đã giành quyền đi tiếp dựa trên việc có hiệu số bàn thắng thua tốt nhất trong kết quả đối đầu (URU +1, POR 0, USA –1)

| Bồ Đào Nha | 11–1 | Chile |
| ---------- | ---- | ----- |
|            |      |       |

| Hoa Kỳ | 4–2 | Uruguay |
| ------ | --- | ------- |
|        |     |         |

| Chile | 5–1 | Uruguay |
| ----- | --- | ------- |
|       |     |         |

| Pháp | 4–3 | Hoa Kỳ |
| ---- | --- | ------ |
|      |     |        |

| Pháp | 3–2 | Bồ Đào Nha |
| ---- | --- | ---------- |
|      |     |            |

| Hoa Kỳ | 4–3 | Chile |
| ------ | --- | ----- |
|        |     |       |

| Pháp | 6–5 | Chile |
| ---- | --- | ----- |
|      |     |       |

| Uruguay | 7–4 | Bồ Đào Nha |
| ------- | --- | ---------- |
|         |     |            |

| Bồ Đào Nha | 5–2 | Hoa Kỳ |
| ---------- | --- | ------ |
|            |     |        |

| Uruguay | 5–4 | Pháp |
| ------- | --- | ---- |
|         |     |      |

## Vòng đấu loại trực tiếp

### Bán kết
| Pháp              | 4–4 (s.h.p.) | Perú |
| ----------------- | ------------ | ---- |
|                   |              |      |
| Loạt sút luân lưu |              |      |
|                   | 2–1          |      |

| Brasil | 5–1 | Uruguay |
| ------ | --- | ------- |
|        |     |         |

### Tranh hạng ba
| Uruguay | 6–3 | Perú |
| ------- | --- | ---- |
|         |     |      |

### Chung kết
| Brasil                                                  | 9–2      | Pháp               |
| ------------------------------------------------------- | -------- | ------------------ |
| Júnior · Neném · Magal · Júnior Negão · Renan · Juninho | Chi tiết | Jeannol · Micciche |

## Vô địch
| Giải vô địch bóng đá bãi biển thế giới 1998 |
| ------------------------------------------- |
| · Brasil · Lần thứ 4                        |

## Giải thưởng
| Vua phá lưới          |
| --------------------- |
| Júnior                |
| 14 bàn                |
| Cầu thủ xuất sắc nhất |
| Júnior                |
| Thủ môn xuất sắc nhất |
| Paulo Sérgio          |

## Bảng xếp hạng giải đấu
| VT | Bg | Đội         | ST | T | T+ | B | BT | BB | HS  | Đ  | Chung cuộc          |
| -- | -- | ----------- | -- | - | -- | - | -- | -- | --- | -- | ------------------- |
| 1  | A  | Brasil      | 6  | 6 | 0  | 0 | 52 | 9  | +43 | 18 | Vô địch             |
| 2  | B  | Pháp        | 6  | 3 | 1  | 2 | 24 | 29 | −5  | 11 | Á quân              |
| 3  | B  | Uruguay     | 6  | 3 | 0  | 3 | 22 | 25 | −3  | 9  | Hạng ba             |
| 4  | A  | Perú        | 6  | 3 | 0  | 3 | 29 | 34 | −5  | 9  | Hạng tư             |
|    |    |             |    |   |    |   |    |    |     |    |                     |
| 5  | B  | Bồ Đào Nha  | 4  | 2 | 0  | 2 | 22 | 13 | +9  | 6  | Bị loại ở Vòng bảng |
| 6  | A  | Tây Ban Nha | 4  | 2 | 0  | 2 | 17 | 22 | −5  | 6  | Bị loại ở Vòng bảng |
| 7  | B  | Hoa Kỳ      | 4  | 2 | 0  | 2 | 13 | 14 | −1  | 6  | Bị loại ở Vòng bảng |
| 8  | A  | Argentina   | 4  | 1 | 0  | 3 | 13 | 19 | −6  | 3  | Bị loại ở Vòng bảng |
| 9  | B  | Chile       | 4  | 1 | 0  | 3 | 14 | 22 | −8  | 3  | Bị loại ở Vòng bảng |
| 10 | A  | Ý           | 4  | 0 | 0  | 4 | 12 | 31 | −19 | 0  | Bị loại ở Vòng bảng |